# Брадулов Микола Михайлович
Микола Михайлович Брадулов (24 травня 1924, місто Горлівка, тепер Донецької області — 17 травня 1996, місто Кишинів, Молдова) — молдавський радянський діяч, міністр внутрішніх справ Молдавської РСР, генерал-лейтенант внутрішньої служби. Член ЦК КП Молдавії в 1961—1986 роках. Депутат Верховної Ради Молдавської РСР 6—11-го скликань.

## Біографія
Народився в родині робітника.
У квітні 1944 — 1947 року — в Червоній армії, учасник німецько-радянської війни. Служив навідником батареї 120-мм мінометів 36-го гвардійського стрілецького полку 14-ї гвардійської стрілецької дивізії 1-го Українського фронту.
Член ВКП(б) з 1945 року.
У 1947—1949 роках — старший контролер контрольно-облікового бюро Григоріопольського районного торгового відділу Молдавської РСР; слухач Кишинівської юридичної школи (закінчив у 1949 році).
У 1949—1952 роках — старший нотаріус Бельцької державної нотаріальної контори Молдавської РСР.
У 1952—1953 роках — інструктор адміністративного відділу Бельцького окружного комітету КП Молдавії.
У 1953—1958 роках — інструктор відділу адміністративних та торгово-фінансових органів ЦК КП Молдавії.
У 1954 році закінчив Кишинівську філію Всесоюзного заочного юридичного інституту.
У 1958—1961 роках — 1-й заступник прокурора Молдавської РСР.
18 травня 1961 — 16 липня 1985 року — міністр внутрішніх справ (охорони громадського порядку) Молдавської РСР.
З липня 1985 року — завідувач відділу Ради міністрів Молдавської РСР. Потім — у відставці.
Помер 17 травня 1996 року в місті Кишиневі. Похований на Вірменському цвинтарі Кишинева.

## Звання
- гвардії молодший сержант
- генерал внутрішньої служби ІІІ рангу
- генерал-майор внутрішньої служби
- генерал-лейтенант внутрішньої служби

## Нагороди
- два ордени Трудового Червоного Прапора
- орден Слави ІІІ ступеня (30.08.1944)
- медаль «За відвагу» (4.06.1945)
- медаль «За визволення Праги»
- медаль «За перемогу над Німеччиною у Великій Вітчизняній війні 1941—1945 рр.» (1945)
- медаль «За зміцнення дружби по зброї» I ст. (золото) (Чехословаччина)
- медалі
- Заслужений юрист Молдавської РСР